# Raḩīmābād-e Soflá
Raḩīmābād-e Soflá (persiska: رحیم آباد سفلی) är en ort i Iran.   Den ligger i provinsen Kermanshah, i den västra delen av landet, 500 km väster om huvudstaden Teheran. Raḩīmābād-e Soflá ligger 1 339 meter över havet och antalet invånare är 141.
Terrängen runt Raḩīmābād-e Soflá är platt norrut, men söderut är den kuperad.Runt Raḩīmābād-e Soflá är det ganska tätbefolkat, med 185 invånare per kvadratkilometer. Närmaste större samhälle är Kūzarān-e Sanjābī, 10,4 km nordväst om Raḩīmābād-e Soflá. Trakten runt Raḩīmābād-e Soflá består till största delen av jordbruksmark.